# Gobelet (vaisselle)
Pour les articles homonymes, voir gobelet.
Un gobelet est un récipient à boire, plus haut que large, sans anse et généralement sans pied. Il peut être en verre, en faïence, en plastique, en métal, en porcelaine, en cristal, etc. Le mot désigne également le récipient utilisé pour lancer les dés dans certains jeux ou par les prestidigitateurs.

## Origine du nom
Le mot est un dérivé de l'ancien provençal gobel, « récipient pour boire, vase arrondi ». Selon Pierre Guiraud dans son Dictionnaire des étymologies obscures, repris par le Robert historique, gobel vient d'une racine gobb-, « arrondi, renflé », comme le mot italien gobbo, « bossu ».

## Gobelet et timbale antiques
Depuis la plus haute antiquité, le gobelet fut l’un des premiers récipients entièrement artificiel qui permettait de boire. Les premiers verres opaques, de couleur verte ou bleue sont originaires de Mésopotamie.
Le gobelet succéda à la corne d’animal, à la coque de fruit et à la coupe de terre cuite ou de métal vers l’an mille. Sa forme droite en tronc de cône renversé dura jusqu’à la fin du XVIIe siècle puis devint plus élégante avec une forme de tulipe et de métal précieux.
Vers le début du XVIIIe siècle, le gobelet perd de son importance au profit de la timbale fabriquée en étain et en argent, moins haute et pourvue d’une petite anse en forme d’anneau, dont la décoration est souvent personnalisée.
Les gobelets de Vicarello sont quatre gobelets en argent du Ier siècle ap. J.-C.

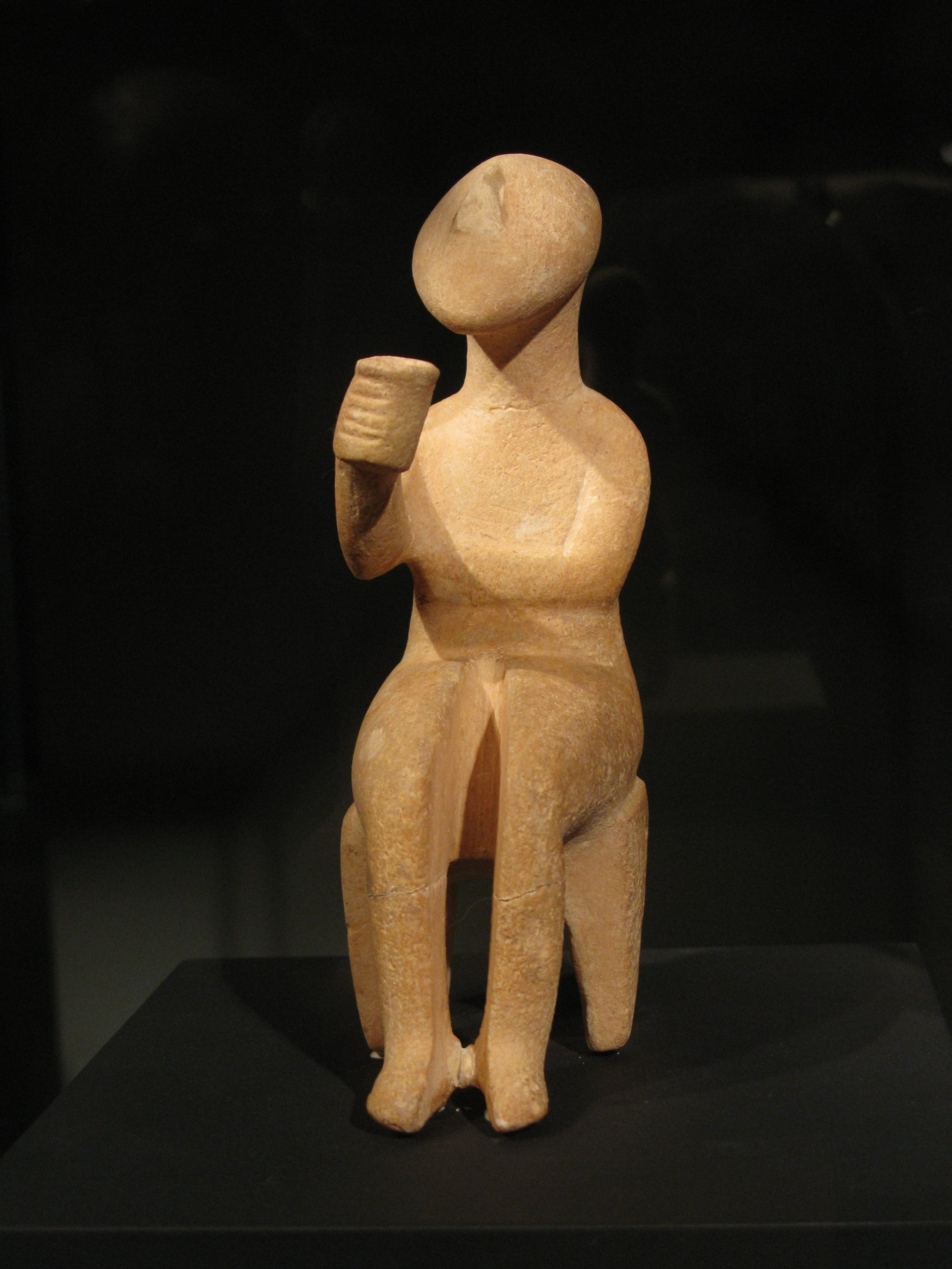
Figurine cycladique, Muséum d'art cycladique, Athènes.
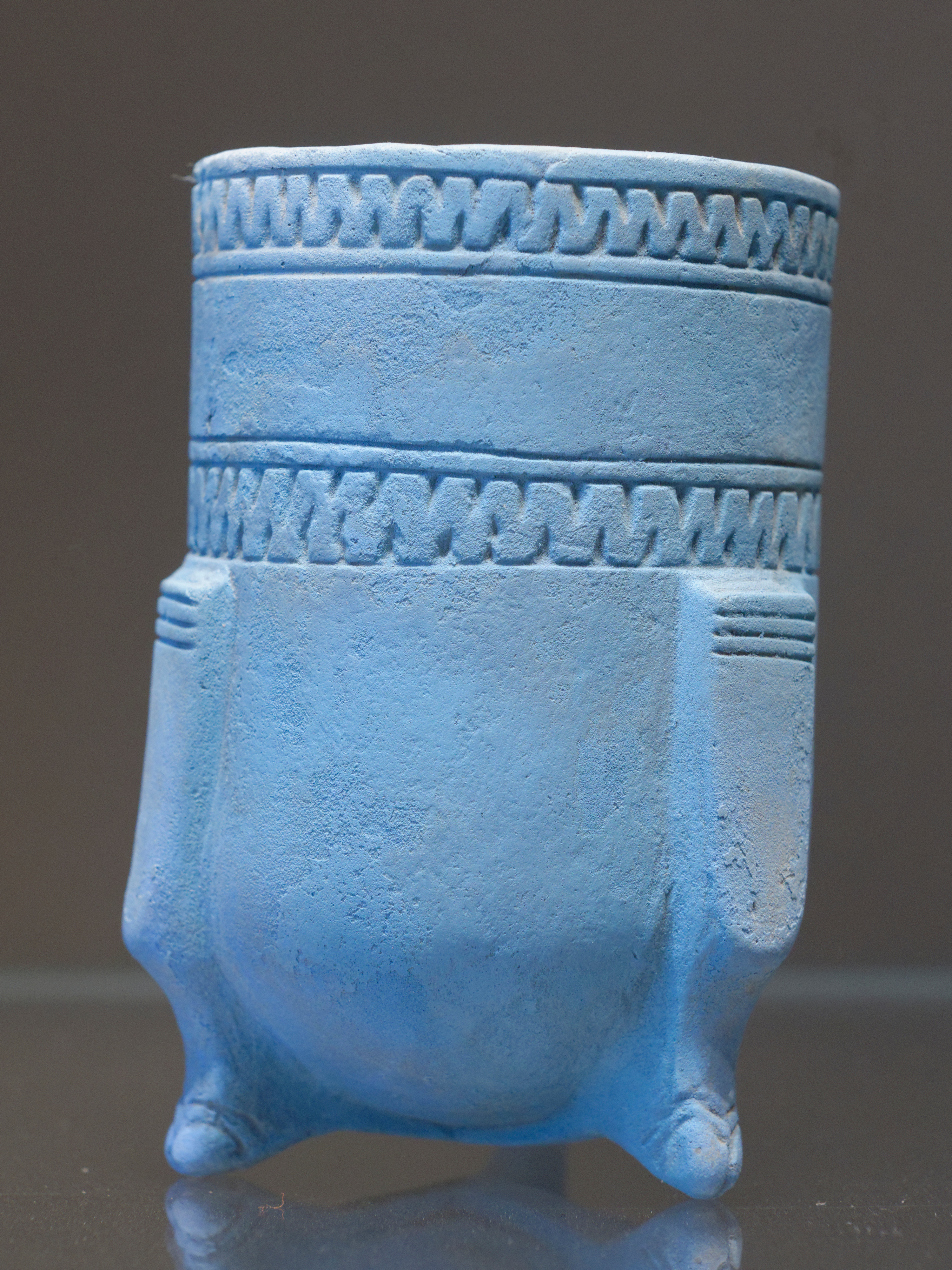
Gobelet mésopotamien.
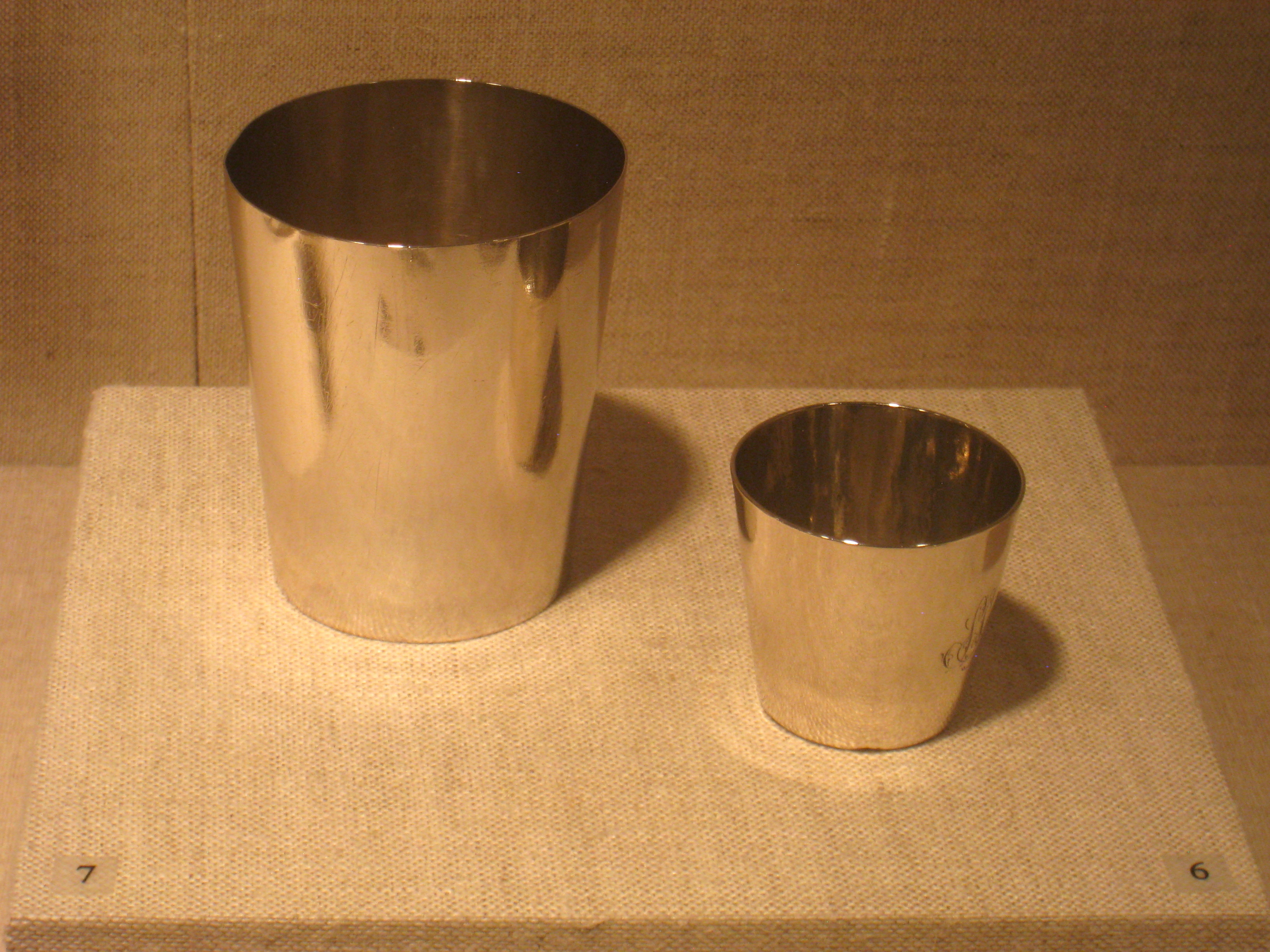
Gobelet 1795-1800, Worcester Art Museum.
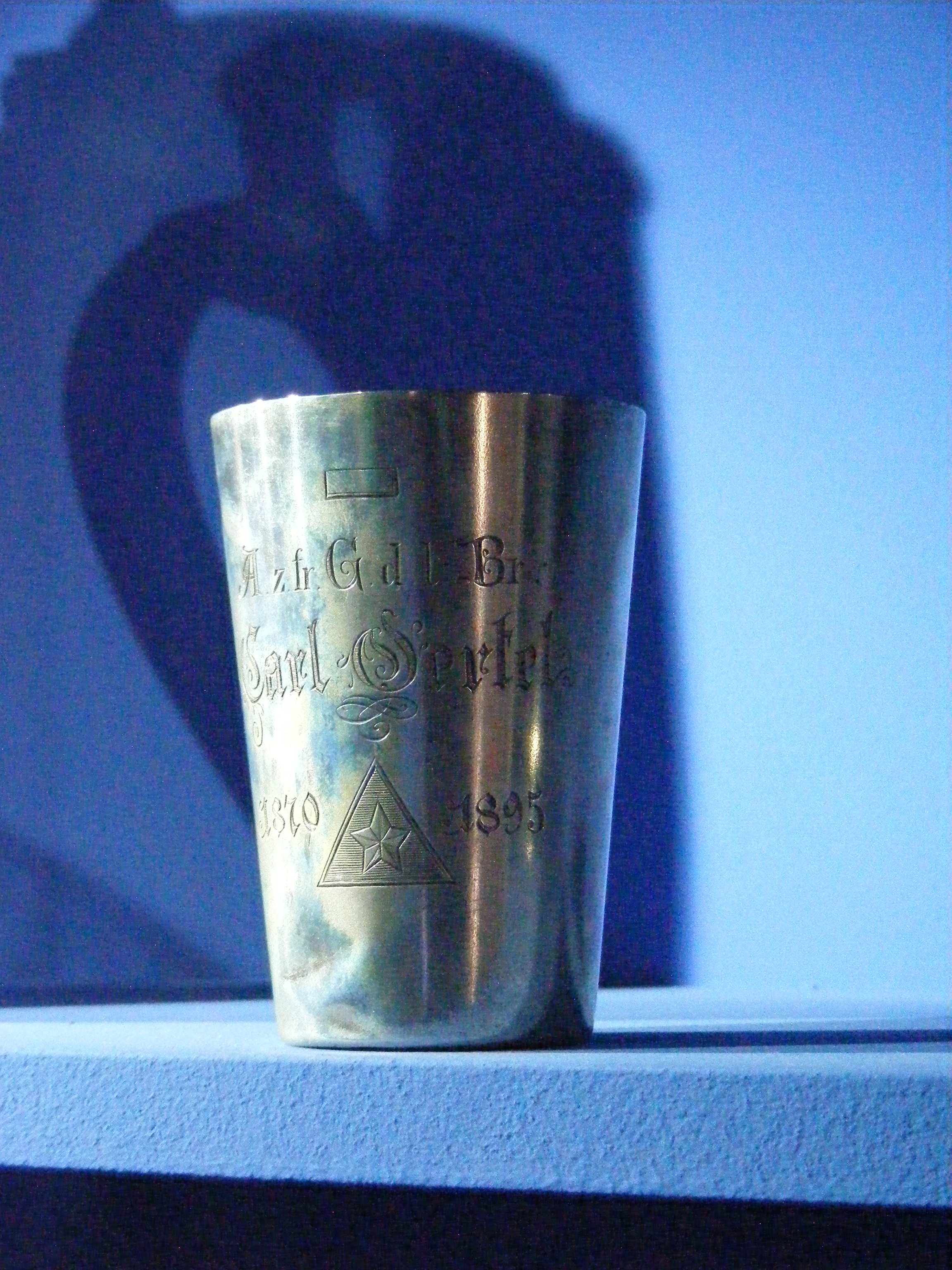
Gobelet en argent, Deutsches Freimaurermuseum.

## Gobelet jetable
Les gobelets jetables sont faits soit de carton soit de matières plastiques.

### Gobelet en carton
Fabriqué à partir de carton. La surface intérieure du gobelet pour les boissons chaudes ou toute la surface pour les boissons fraîches (la condensation se formant à l'extérieur du gobelet pouvant abîmer le carton) est souvent recouverte d'une couche plastifiée ou cirée permettant de le rendre étanche. Par le passé, on utilisait de l'argile qui fut abandonné à cause du goût et de l'odeur. Certains gobelets de carton ont une double paroi qui permet d’isoler le contenu, chaud ou froid, de la main du consommateur.

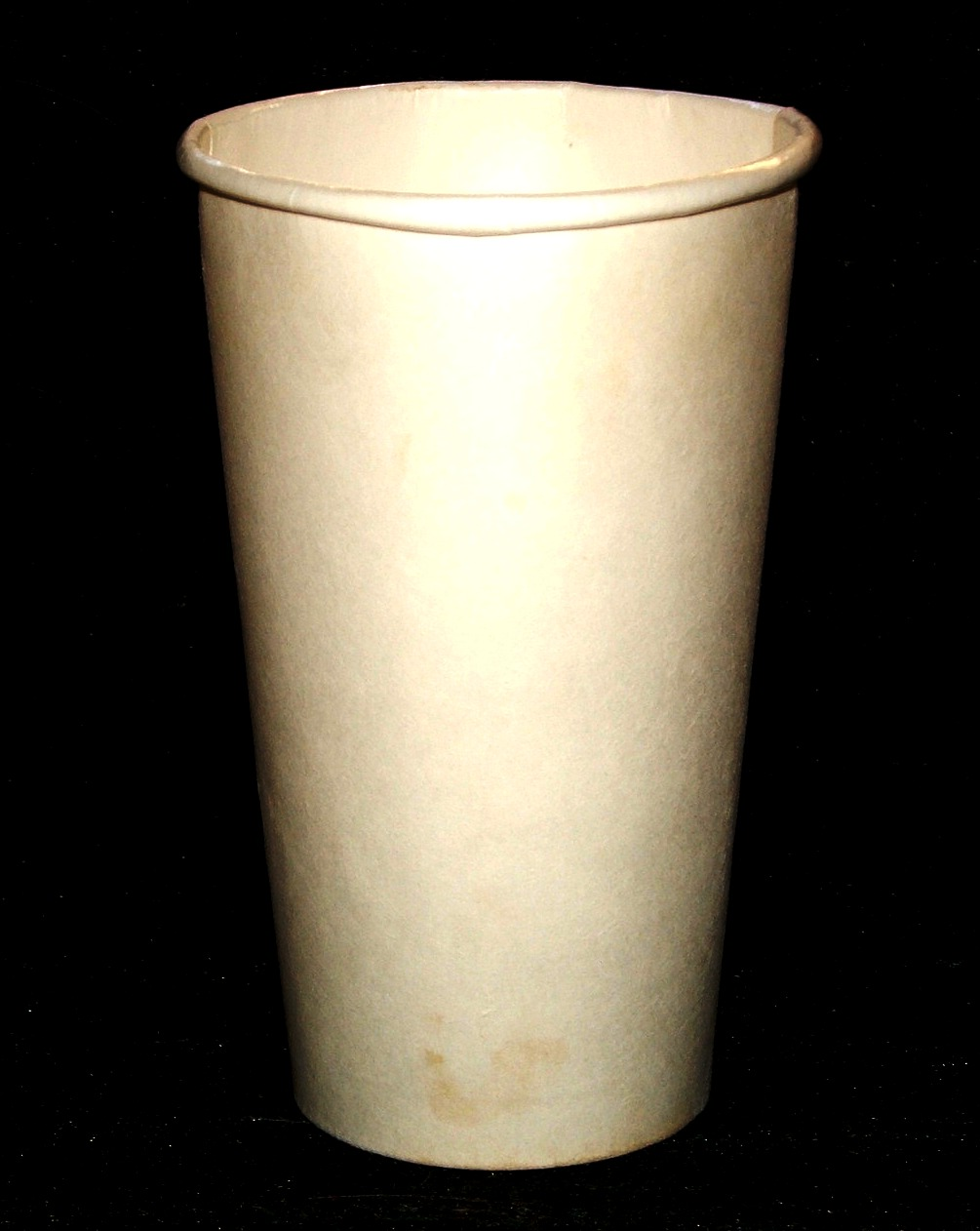
Gobelet de papier paraffiné simple.
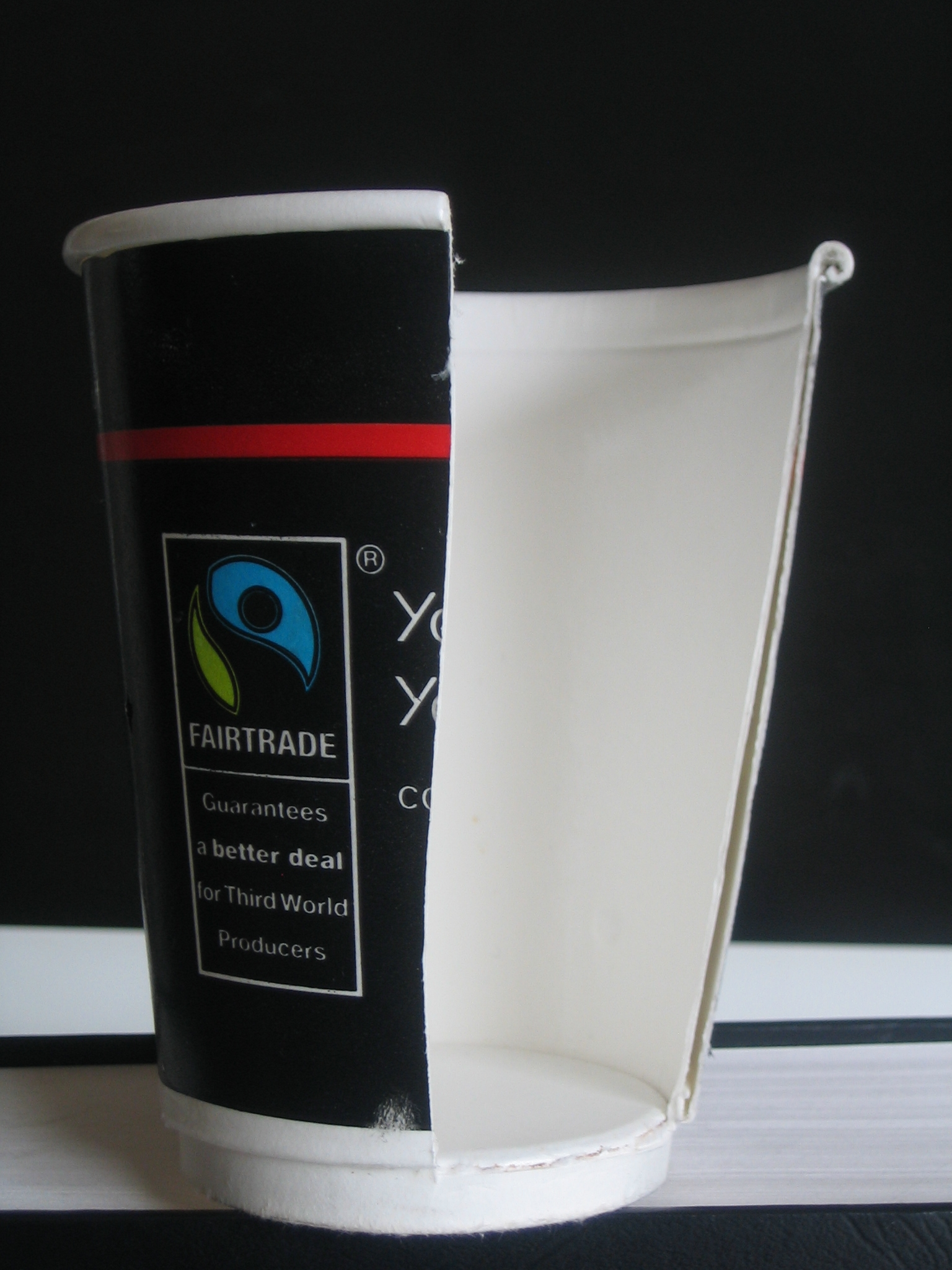
Gobelet de papier isolé en coupe.

### Gobelet en plastique

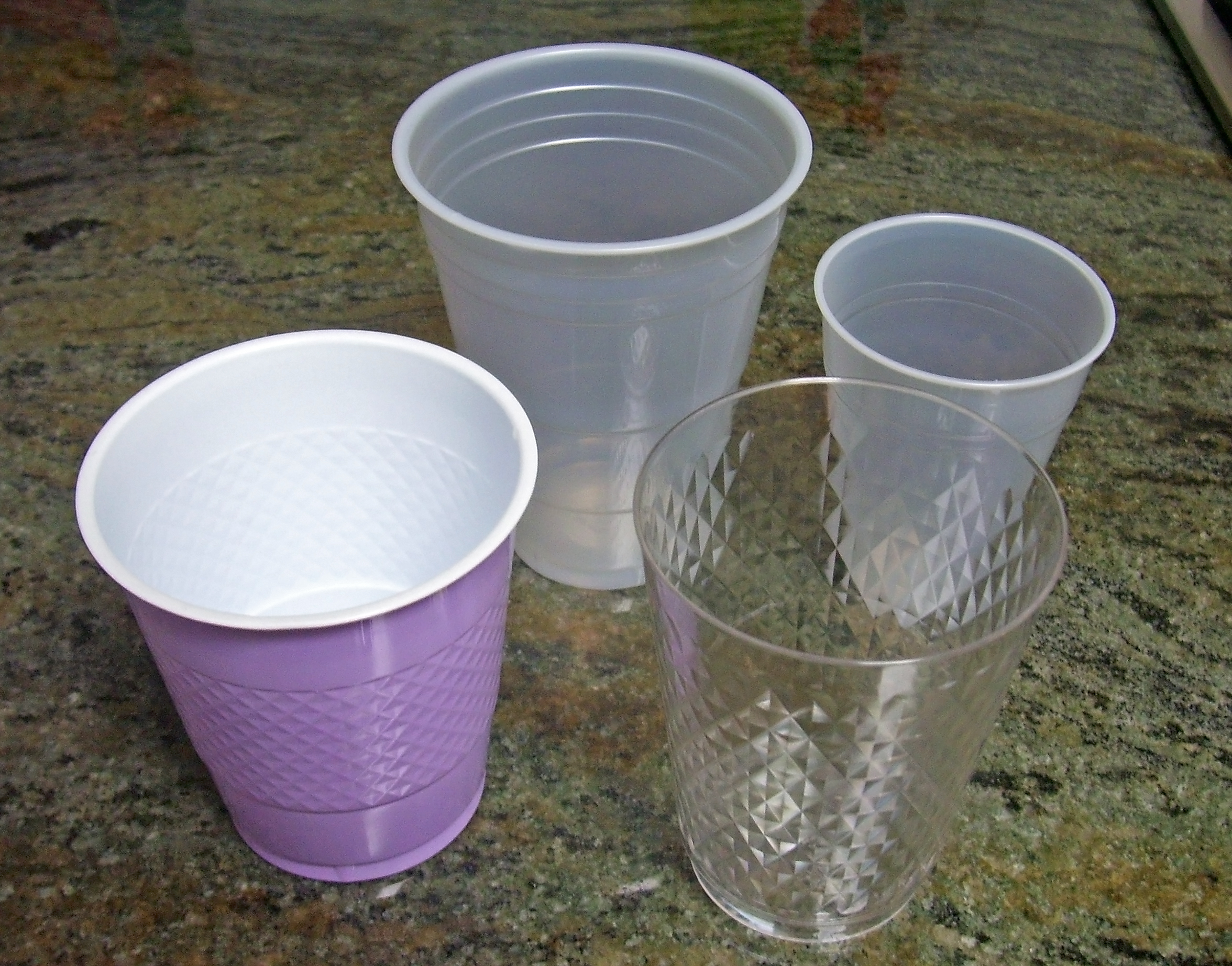
Gobelets en plastique.

Contrairement aux gobelets en carton, le procédé de moulage du plastique permet d'avoir des formes uniques et des parois extrêmement fines avec une cadence de production plus élevée. Généralement présenté de couleur blanche ou translucide, la paroi mince le rend fragile, peu isolant et très rarement réutilisable.

## Gobelet réutilisable
Le gobelet réutilisable ou « ecocup » est une alternative aux gobelets jetables traditionnellement utilisés sur les grands événements publics ou privés. La matière plastique utilisée est d’une qualité supérieure au gobelet jetable. Les gobelets sont rassemblés en fin d'événement, lavés et réutilisés ailleurs par la suite.

## Gobelet avec porte-gobelet
Depuis quelque temps en Occident, mais depuis bien plus longtemps en Russie, il arrive que les boissons chaudes (thé, tisanes, …) soient servies dans un gobelet en verre ou en plastique avec porte-gobelet détachable en plastique ou en métal. Ce dernier peut dans le plus simple des cas être fait de deux cercles entourant le gobelet, réunis par une poignée ; en Russie il arrive que ce soient de véritables œuvres d'art. Voici quelques photos :

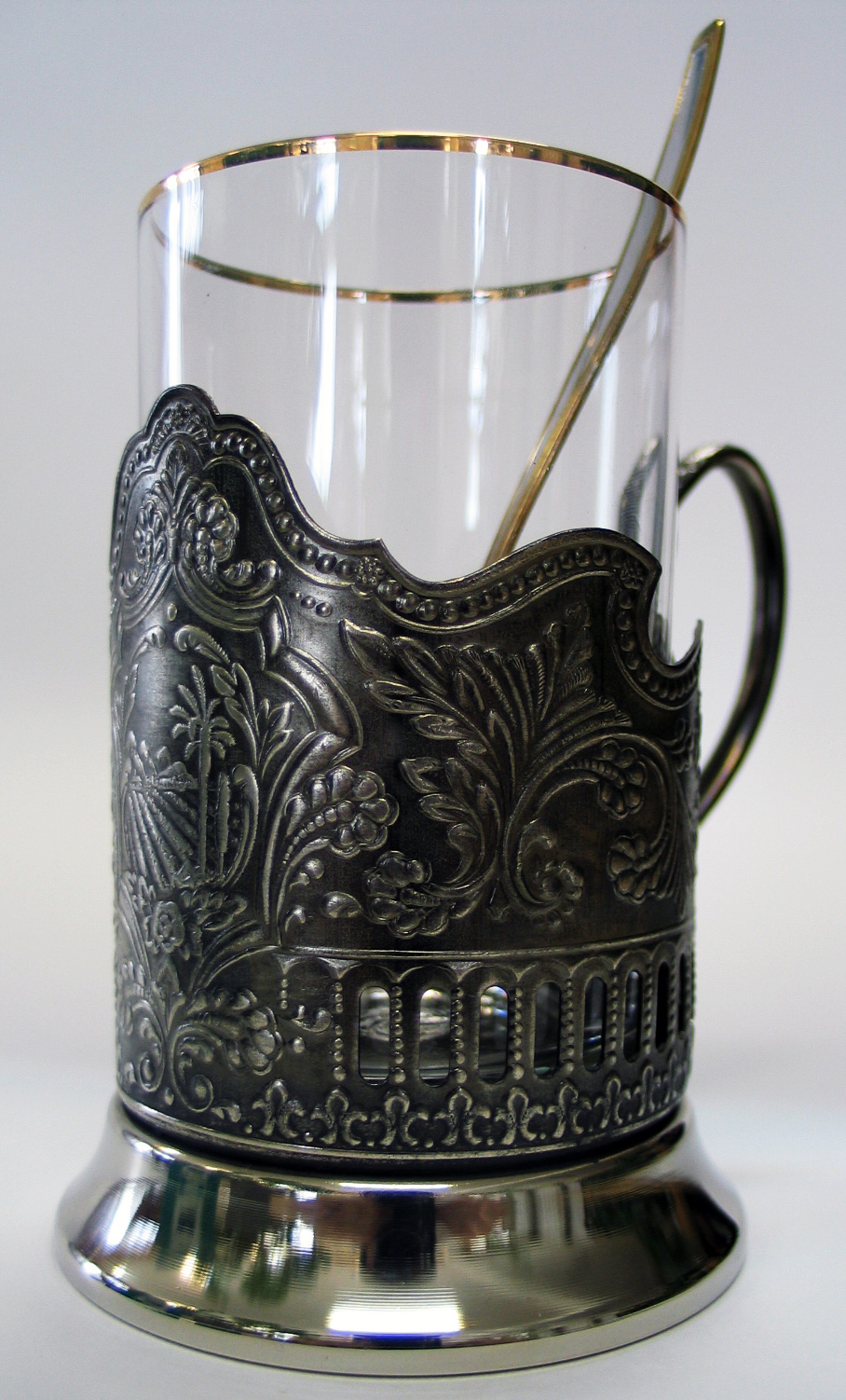
Gobelet avec porte-gobelet fabriqué à Koltchouguino
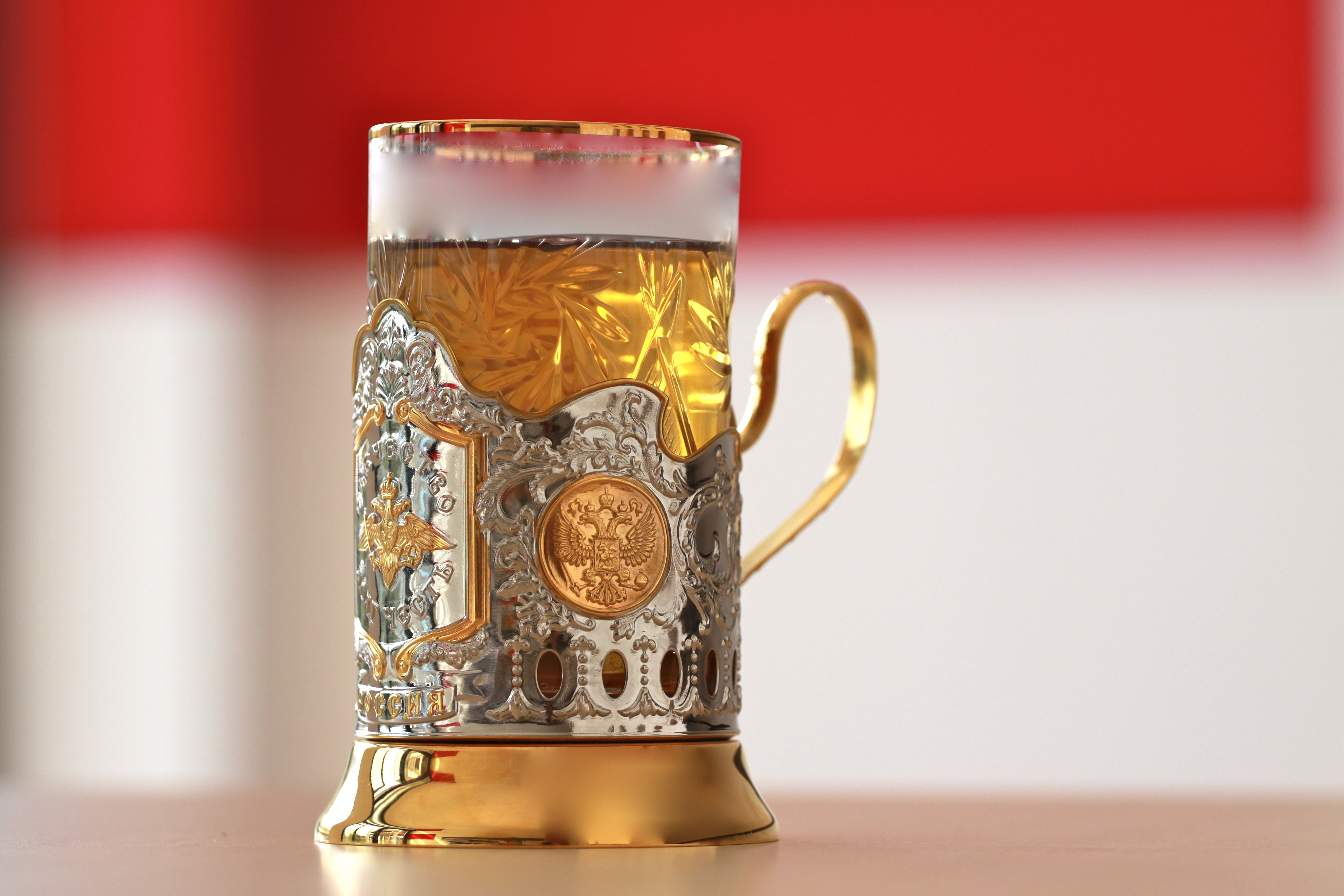
Verre gobelet en cristal et porte-gobelet en partie doré
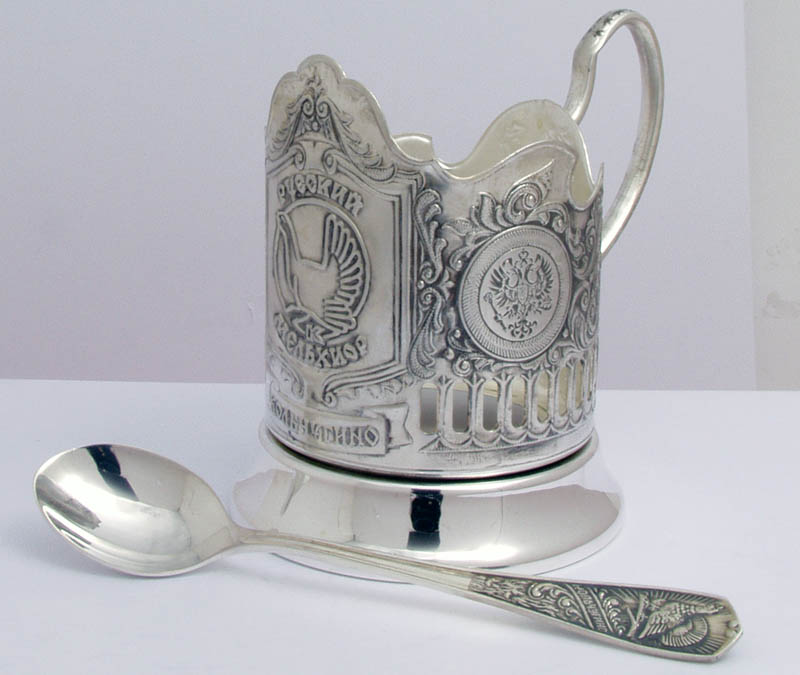
Porte-gobelet en métal argenté et sa cuillère assortie
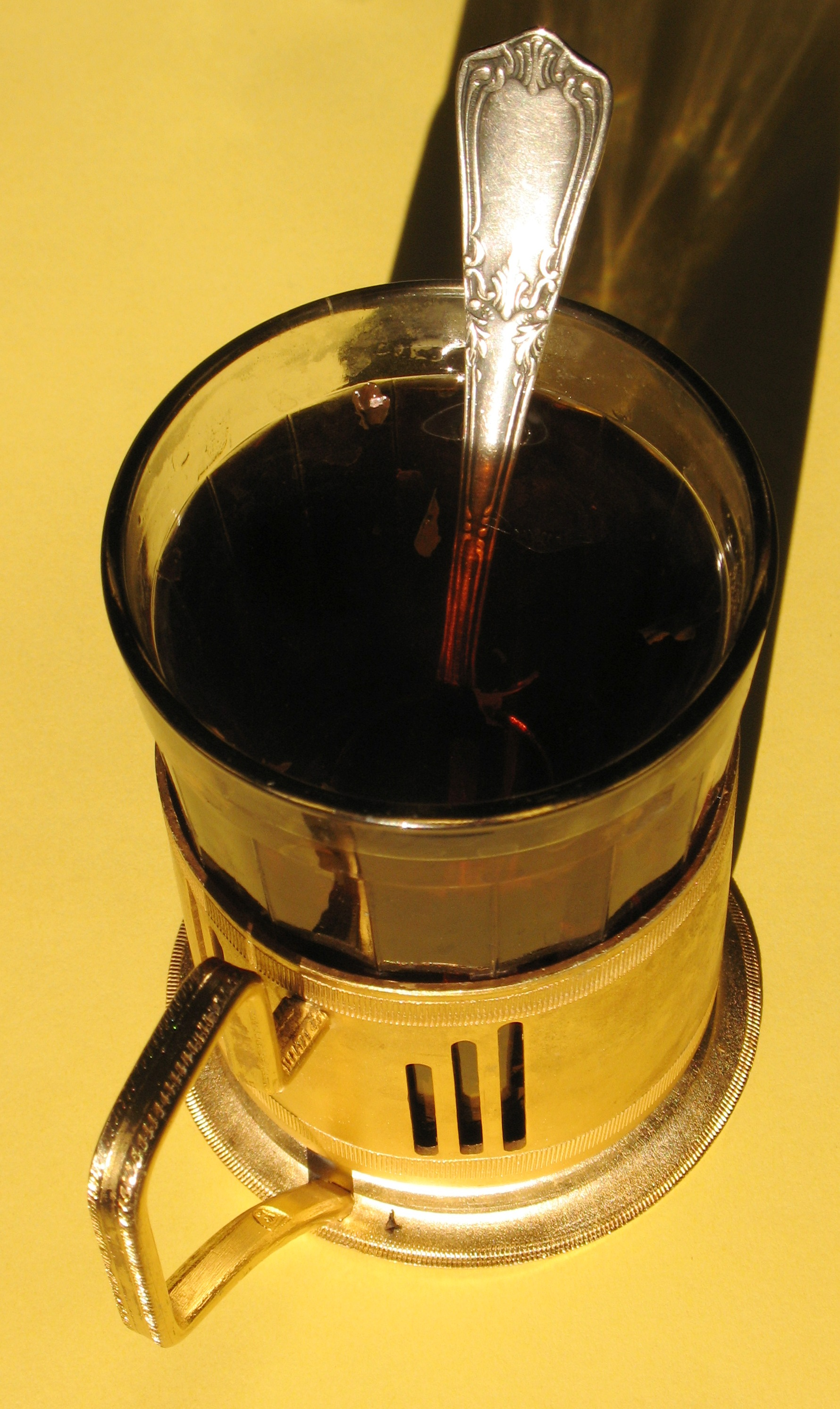
Gobelet des trains russes à longue distance

## Autres utilisations du gobelet
Certains gobelets peuvent servir à contenir autre chose que des boissons, comme de la crème glacée ou bien des petites portions de nourriture.

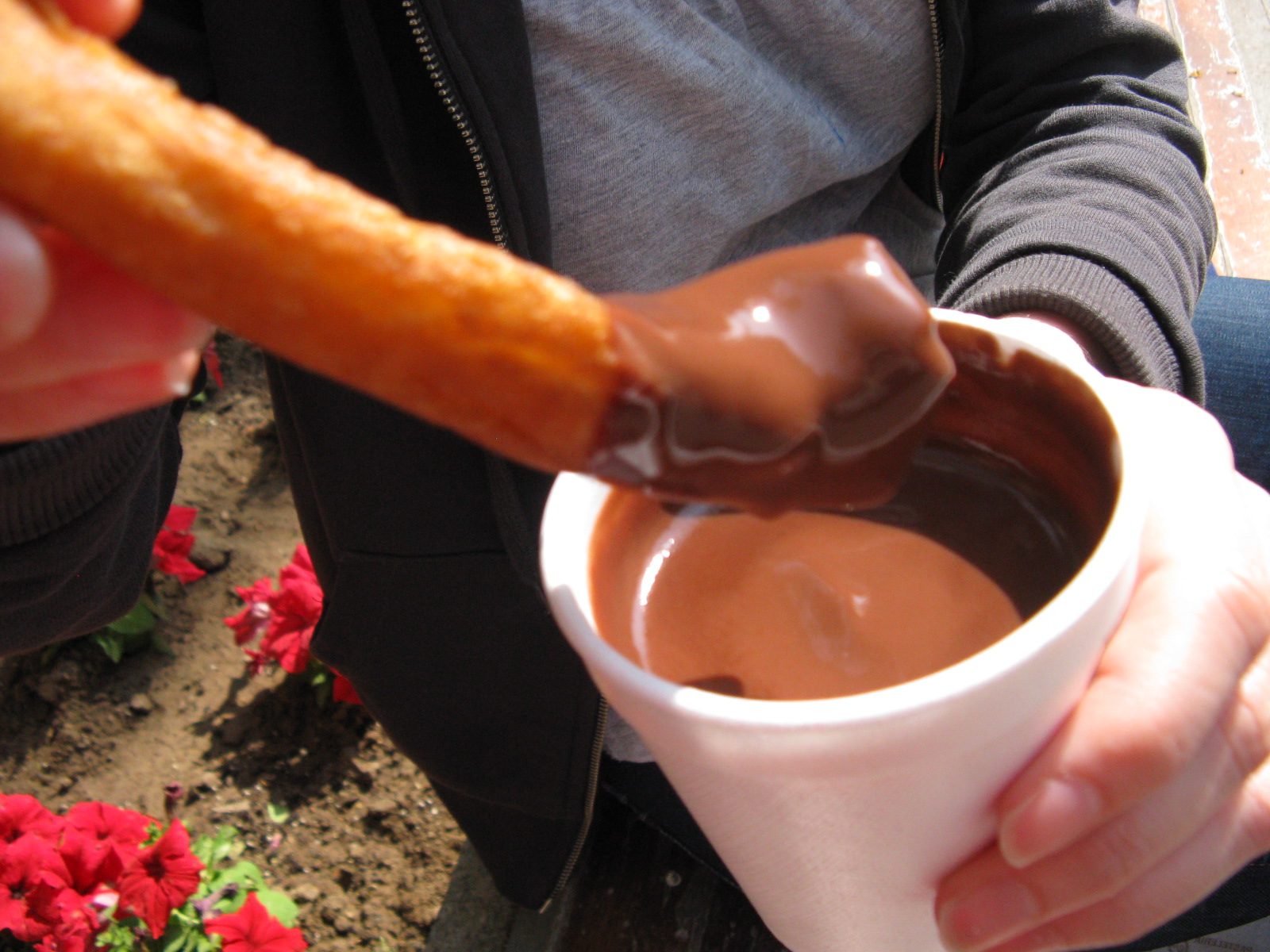
Chocolat fondu dans un gobelet pour tremper des churros.
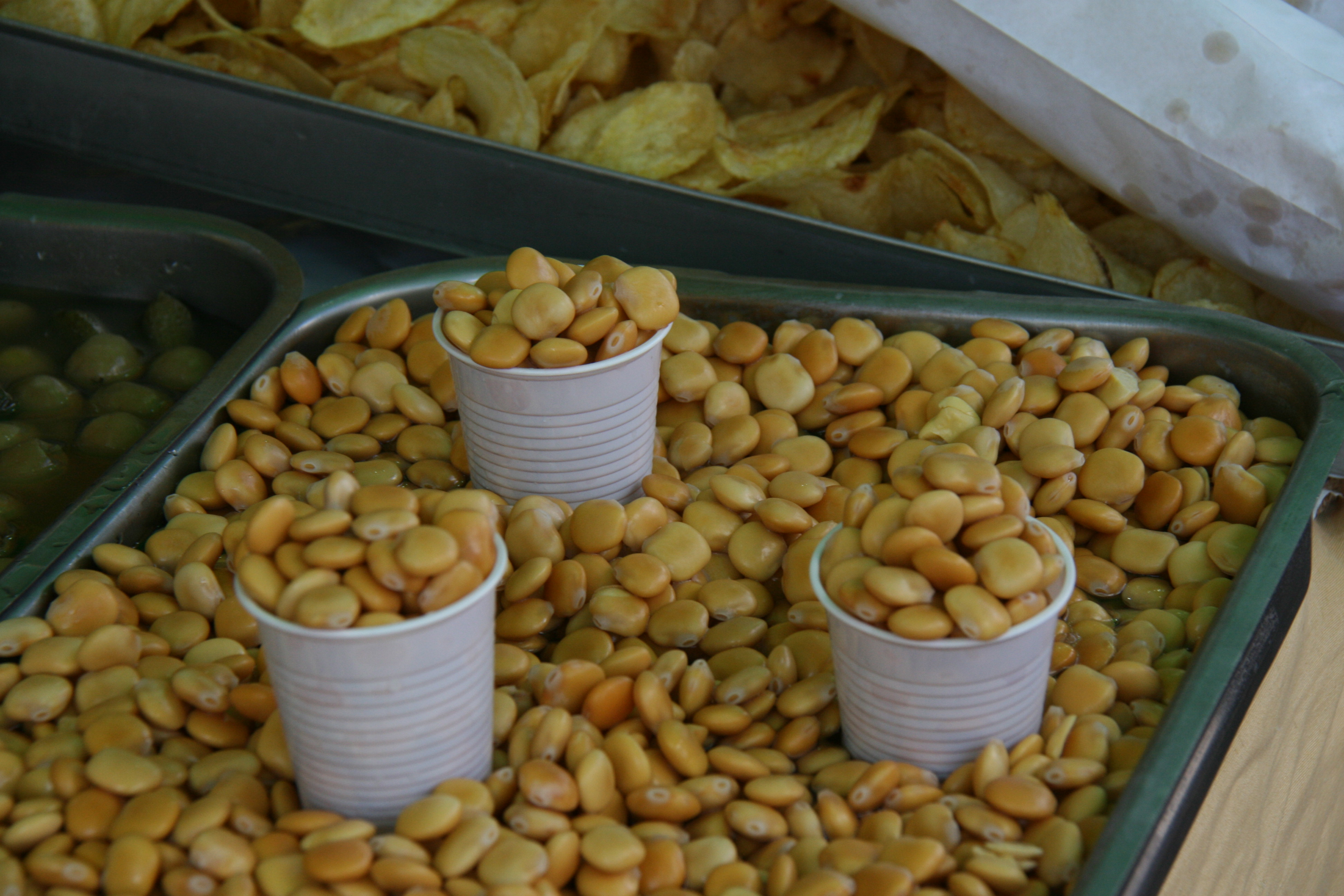
Graines de lupin vendues sur un marché.
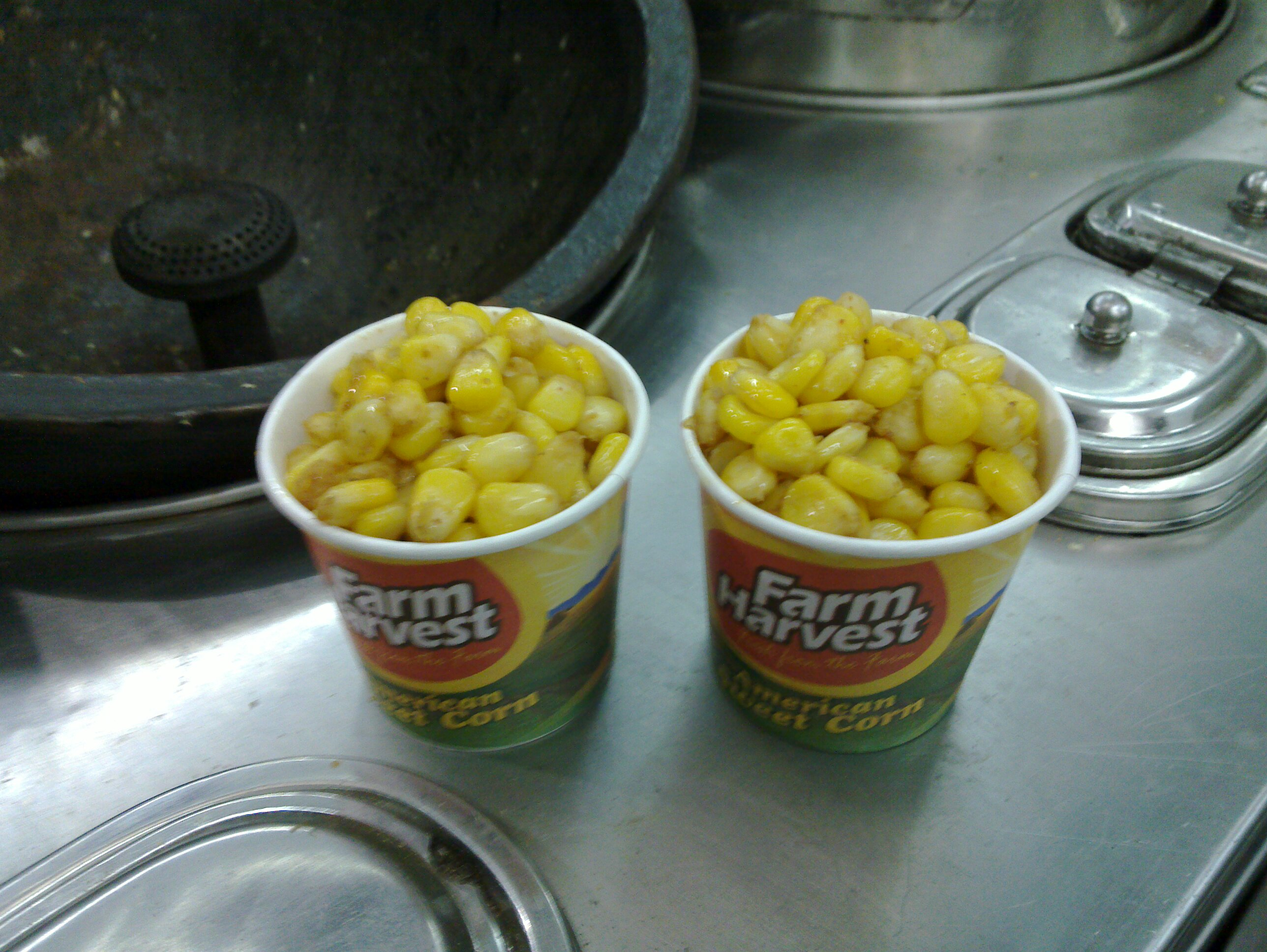
Maïs doux dans des petits gobelets.

Les gobelets utilisés normalement pour boire peuvent aussi être détournés de leur but premier pour d'autres utilisations où même être fabriqués spécialement pour cela. On utilise notamment les gobelets dans certains jeux comme dans divers jeux de dés, le jeu de puces, le bière-pong, le jeu des gobelets, le sport stacking ou encore dans les tours de prestidigitation, voire comme instrument de musique de percussion comme dans la chanson Cups.

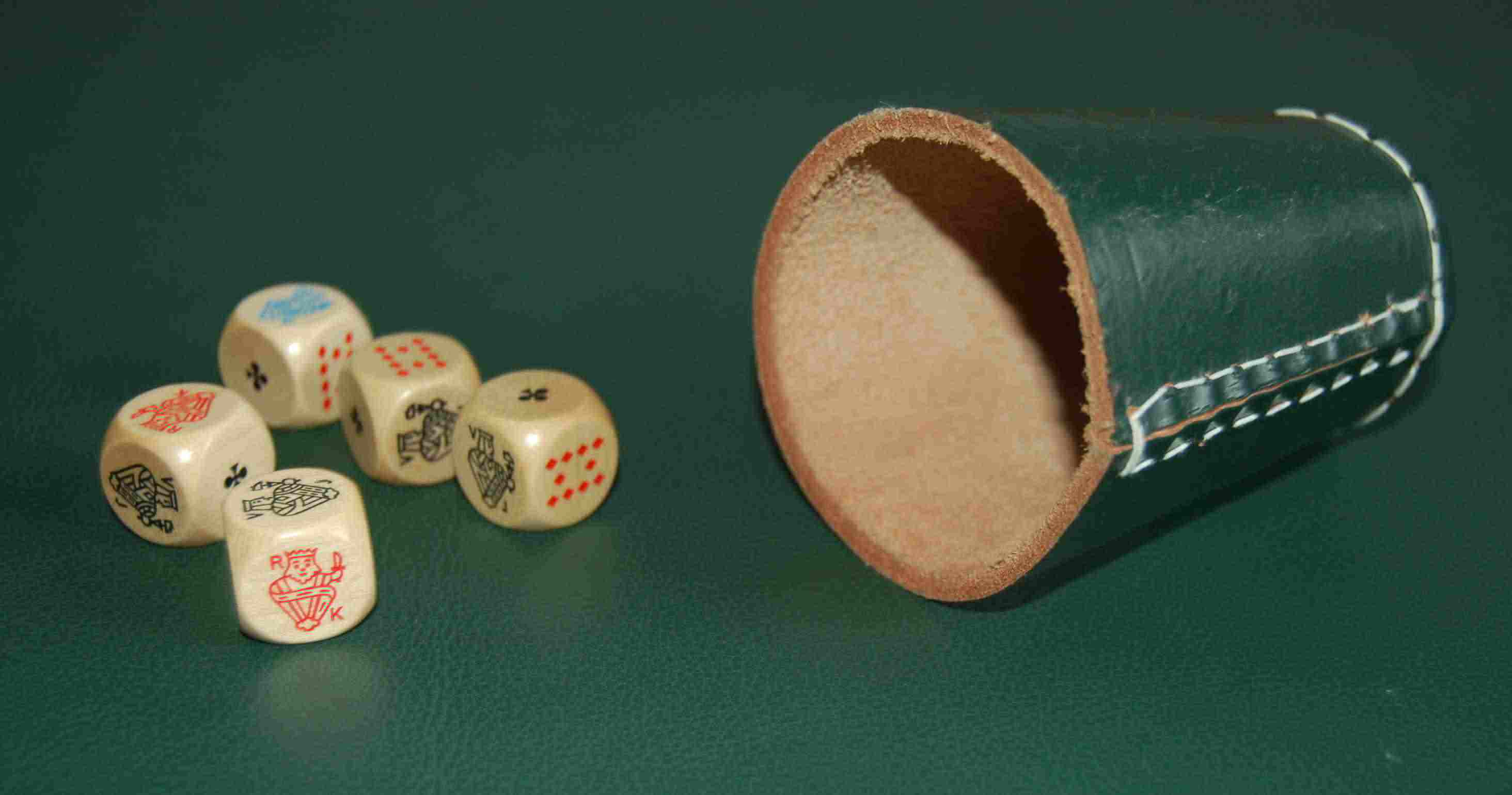
Gobelet de jeu de dés.
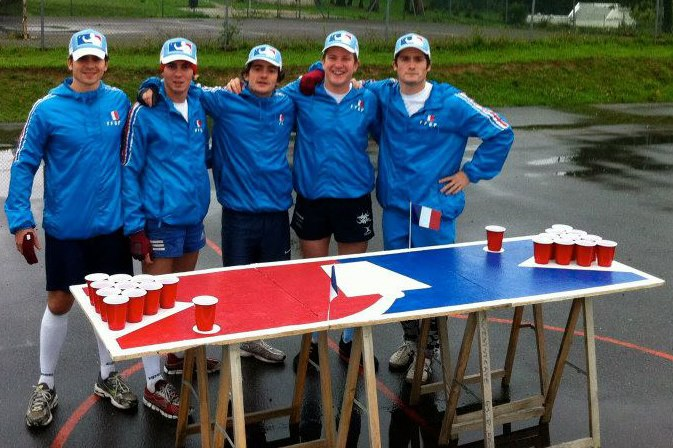
L'équipe de France de bière-pong.
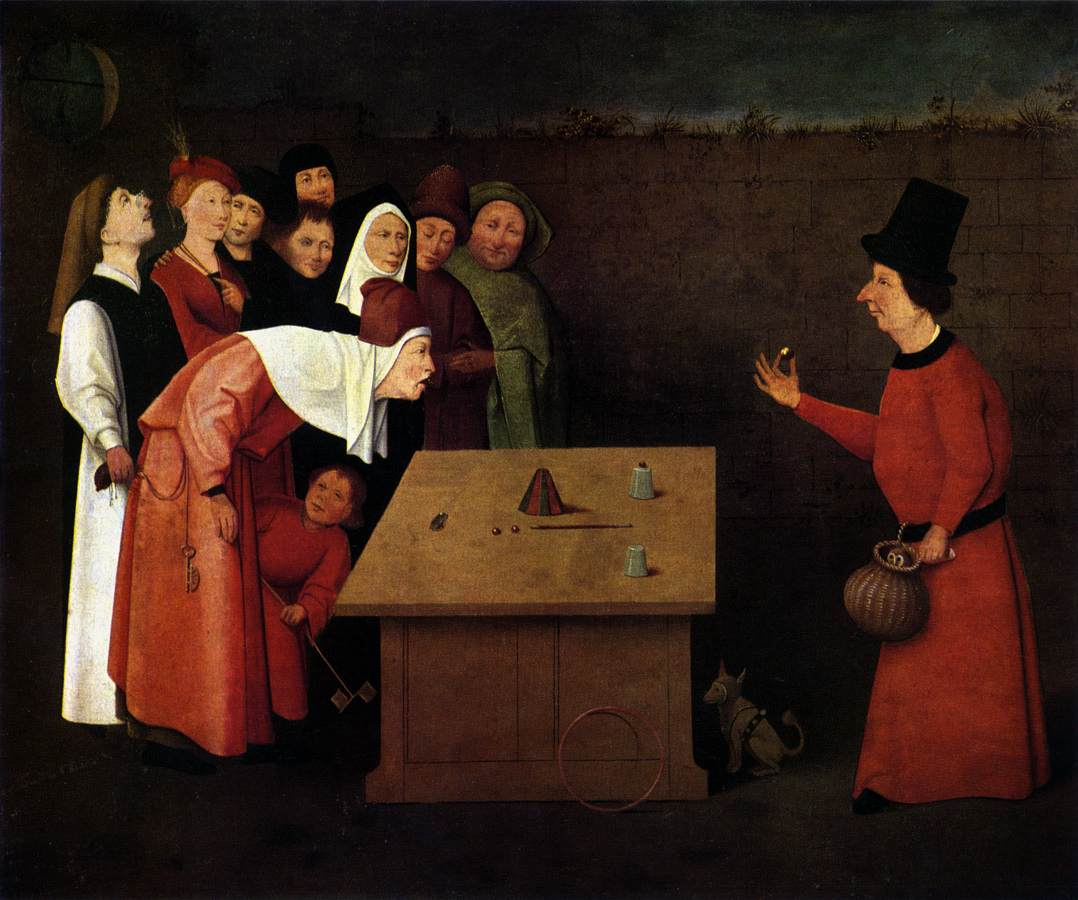
L'Escamoteur, jeu des gobelets.
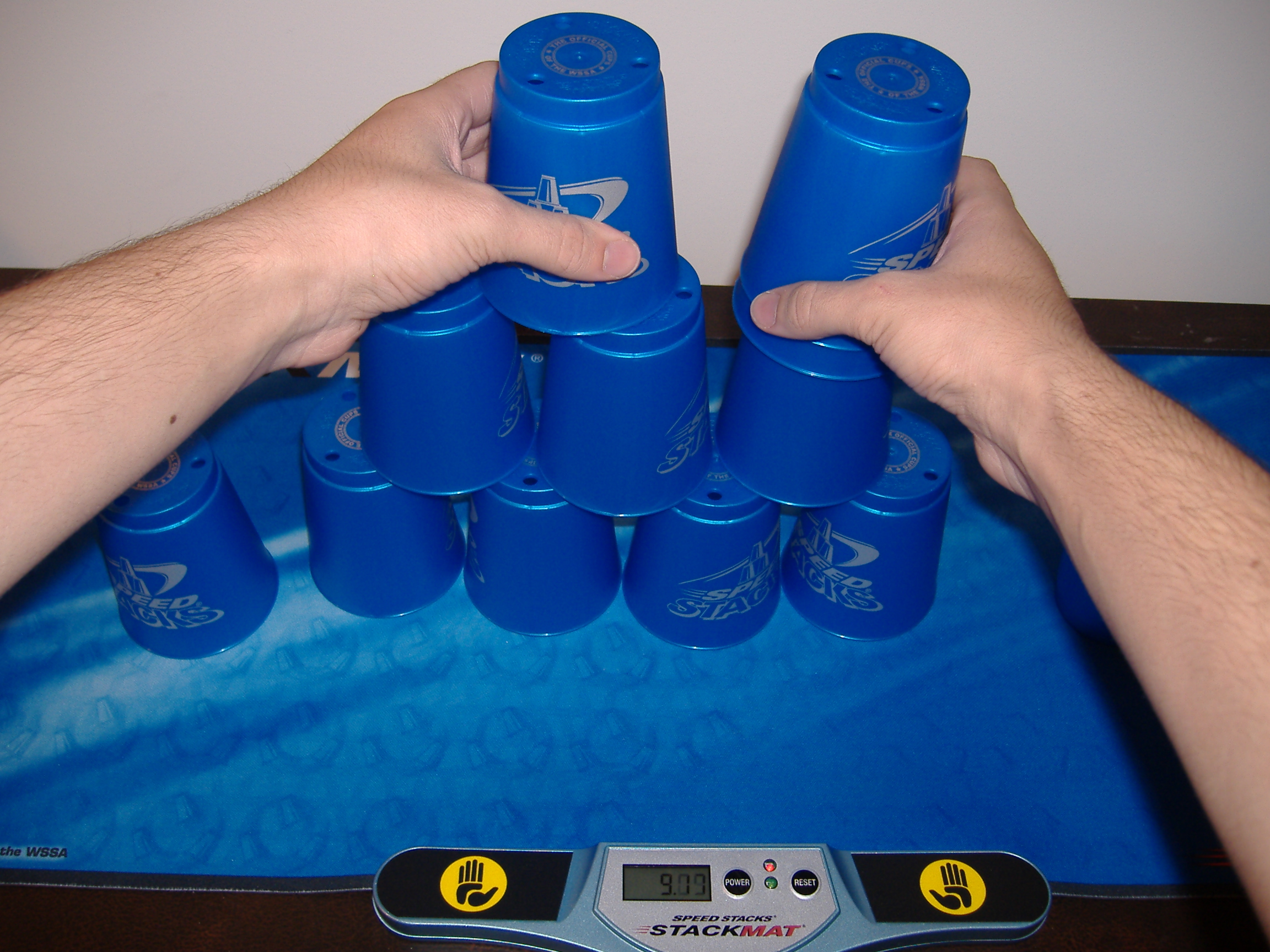
Sport stacking

## Sources et références
1. ↑  Histoire du verre
2. ↑  le gobelet en argent de Douai, au poinçon de 1670, conservé au Musée des Arts Décoratifs de Paris
3. ↑  Histoire de la timbale